# Denkschriften der Königlichen Akademie der Wissenschaften zu München
Denkschriften der Königlichen Akademie der Wissenschaften zu München (abreviado Denkschr. Königl. Akad. Wiss. München) es una revista científica con ilustraciones y descripciones botánicas que fue publicada en Munich en 1809-1814; vols. 5-9, 1817-1825.